# Desmella rostellata
Desmella rostellata är en tvåvingeart som först beskrevs av Seguy 1941.  Desmella rostellata ingår i släktet Desmella och familjen borrflugor.
Artens utbredningsområde är Marocko. Inga underarter finns listade i Catalogue of Life.